# ریکی ارمندی
ریکی ارمندی (انگلیسی: Ricky Aramendi؛ زادهٔ ۲۷ مارس ۱۹۳۷) بازیکن فوتبال اهل آرژانتین است.
از باشگاه‌هایی که در آن بازی کرده‌است می‌توان به باشگاه فوتبال اتلتیکو هوراکان، باشگاه فوتبال رئال وایادولید، باشگاه ورزشی رئال مایورکا، و باشگاه فوتبال خرز اشاره کرد.